# 澧水石桥碑
澧水石桥碑，位于中国河北省邢台市东韩村，为邢台市南和县的一个省级文物保护单位，类型为石刻，公布时间为1982年7月23日。
澧水石桥碑的历史年代为隋代。